# Istoric de artă
Un istoric de artă este o persoană care se ocupă cu studiul evoluției artei.

## Istorici români de artă
- Petre Antonescu
- Gheorghe Balș
- Ion Bianu
- Victor Brătulescu
- Pavel Chihaia
- Constantin I. Ciobanu
- Petru Comarnescu
- Vasile Drăghiceanu
- Vasile Drăguț
- Nicolae Ghika-Budești
- Grigore Ionescu
- Dan Lăzărescu
- Emil Lăzărescu
- Maria Ana Muzicescu
- Corina Nicolescu
- Viorica Guy Marica
- George Oprescu
- Anca Oroveanu
- Amelia Pavel
- Coriolan Petranu
- Marius Porumb
- Victor Ieronim Stoichița
- I. D. Ștefănescu
- Horia Teodoru
- Răzvan Theodorescu
- Al. Tzigara-Samurcaș
- Virgil Vătășianu
- Theodora Voinescu